# Shō Tsuboi
Shō Tsuboi (坪井翔?, Tsuboi Shō; Saitama, 21 maggio 1995) è un pilota automobilistico giapponese, campione nel 2021 della Super GT insieme a Yuhi Sekiguchi e campione della Super Formula nel 2024.

## Carriera

### Formule minori
Tsuboi dopo una carriera nel Kart nel 2015 partecipa con il Team Tom's nella Formula 4 giapponese, dove conquista sette vittorie e dieci podi che lo portano alla vittoria del campionato davanti a Tadasuke Makino. L'anno dopo passa alla F3 giapponese non vince nessuna gara ma arriva quindi volte a podio e finisce terzo in classifica. Nel 2019 continua con il team Tom's nella Formula 3 giapponese dove vince nove gare e finisce secondo. Viene confermato per la terza stagione nella serie, conquista 17 vittorie in 19 gare ed arriva primo davanti Ritomo Miyata.

### Super GT
Nel 2017 Tsuboi inizia la sua carriera nel Super GT nella categoria GT300, alla guida di una Lexus RC F GT3. Vince due gare e conclude al terzo posto il campionato. Nel 2018 partecipa ancora nella classe GT300 ed esordisce al Fuji nella categoria GT500 arrivando secondo. Dal 2019 passa alla GT500 a tempo pieno, nel 2020 lascia la Lexus per passare nei team ufficiali della Toyota. Nel 2021 corre per il team Vantelin Team TOM'S supportato dalla Toyota insieme a Yuhi Sekiguchi. Il duo conquista il secondo posto nel esordio a Okayama, dopo un risultato fuori dalla top 10 tornano a podio a Motegi chiudendo terzi. Nel resto della stagione ottengono dei risultati costanti, conquistano la vittoria nel l'ultima gara al Fuji, risultato che porta Tsuboi e Sekiguchi a diventare campioni con quattro punti di vantaggio sulla coppia Nirei Fukuzumi e Tomoki Nojiri.
L'anno seguente rimane legato al team ma cambia compagno, Sekiguchi viene sostituito da Giuliano Alesi. Il duo non trova il ritmo giusto per eguagliare il risultato della stagione precedente, conquistano un solo podio sul Circuito del Fuji ed chiudono decimi in classifica.

### Super Formula
Nel 2019 viene scelto dal team P.mu/cerumo・INGING per correre la Super Formula. Al Fuji conquista il suo primo podio arrivando secondo dietro a Álex Palou. La stagione seguente viene confermato dal team, sul Cirtuito di Okayama arriva la sua prima vittoria nella competizione. Si ripete vincendo anche l'ultima gara al Fuji. Chiude la stagione al terzo posto a dodici punti dal campione Naoki Yamamoto.
Nel 2021 viene confermato per la sua terza stagione nella serie giapponese, la stagione è molto negativa e il pilota nipponico conquista solamente sei punti. Rimasto nel team anche per la stagione seguente al Fuji chiude secondo ritornando a podio dopo un anno di digiuno. La stagione risulta negativa, Tsuboi chiude undicesimo in classifica.

## Risultati

### Riassunto della carriera
| Stagione | Serie          | Team                        | Gare | Vittorie | Pole | G.V | Podio | Punti | Pos. |
| -------- | -------------- | --------------------------- | ---- | -------- | ---- | --- | ----- | ----- | ---- |
| 2015     | F4 giapponese  | Team Tom's                  | 14   | 7        | 4    | 4   | 10    | 195   | 1°   |
| 2016     | F3 giapponese  | Team Tom's                  | 16   | 0        | 0    | 1   | 15    | 87    | 3°   |
| 2017     | Super GT-GT300 | LM Corsa                    | 8    | 2        | 0    | 0   | 2     | 61    | 3°   |
| 2017     | F3 giapponese  | Team Tom's                  | 20   | 9        | 8    | 4   | 15    | 140   | 2°   |
| 2018     | Super GT-GT300 | Tsuchiya Engineering        | 7    | 0        | 2    | 1   | 2     | 39    | 7°   |
| 2018     | Super GT-GT500 | Lexus Team SARD             | 1    | 0        | 0    | 0   | 1     | 15    | 16°  |
| 2018     | F3 giapponese  | Team Tom's                  | 19   | 17       | 14   | 16  | 19    | 214   | 1°   |
| 2019     | Super Formula  | JMS P.mu/cerumo・INGING     | 7    | 0        | 0    | 0   | 1     | 12    | 12°  |
| 2019     | Super GT-GT500 | Lexus Team WedsSport Bandoh | 8    | 0        | 0    | 0   | 1     | 23.5  | 12°  |
| 2020     | Super Formula  | JMS P.mu/cerumo・INGING     | 7    | 2        | 0    | 0   | 2     | 50    | 3°   |
| 2020     | Super GT-GT500 | Toyota Gazoo Racing TOM'S   | 8    | 0        | 0    | 0   | 3     | 47    | 7°   |
| 2021     | Super Formula  | P.mu/cerumo・INGING         | 7    | 0        | 0    | 0   | 0     | 6     | 15°  |
| 2021     | Super GT-GT500 | Toyota Gazoo Racing TOM'S   | 8    | 1        | 0    | 1   | 3     | 64    | 1°   |
| 2022     | Super Formula  | P.mu/cerumo・INGING         | 10   | 0        | 0    | 0   | 1     | 30    | 11°  |
| 2022     | Super GT-GT500 | Toyota Gazoo Racing TOM'S   | 8    | 0        | 0    | 1   | 1     | 29.5  | 10°  |

### Risultati completi Super GT
(legenda) (Le gare in grassetto indicano la pole position) (Le gare in corsivo indicano Gpv)
| Anno | Team                                   | Vettura         | Classe | 1     | 2      | 3      | 4      | 5     | 6      | 7      | 8       | Punti | Pos. |
| ---- | -------------------------------------- | --------------- | ------ | ----- | ------ | ------ | ------ | ----- | ------ | ------ | ------- | ----- | ---- |
| 2017 | LM Corsa                               | Lexus RC F GT3  | GT300  | OKA 8 | FUJ 1  | AUT 6  | SUG 13 | FUJ 9 | SUZ 6  | CHA 1  | MOT 6   | 61    | 3°   |
| 2018 | Tsuchiya Engineering                   | Toyota 86 MC    | GT300  | OKA 3 |        | SUZ 2  | CHA 19 | FUJ 5 | SUG 24 | AUT 24 | MOT 8   | 39    | 7°   |
| 2018 | Lexus Team SARD                        | Lexus LC 500    | GT500  |       | FUJ 2  |        |        |       |        |        |         | 15    | 16°  |
| 2019 | Lexus Team WedsSport Bandoh            | Lexus LC 500    | GT500  | OKA 6 | FUJ 13 | SUZ 7  | CHA 3  | FUJ 9 | AUT 8  | SUG 13 | MOT 7   | 27.5  | 11°  |
| 2020 | Toyota Gazoo Racing Team Wako's Rookie | Toyota GR Supra | GT500  | FUJ 3 | FUJ 3  | SUZ 9  | MOT 4  | FUJ 2 | SUZ 12 | MOT 12 | FUJ Rit | 47    | 7°   |
| 2021 | Toyota Gazoo Racing Team au TOM'S      | Toyota GR Supra | GT500  | OKA 2 | FUJ 13 | MOT 3  | SUZ 5  | SUG 4 | AUT 10 | MOT 8  | FUJ 1   | 64    | 1°   |
| 2022 | Toyota Gazoo Racing Team au TOM'S      | Toyota GR Supra | GT500  | OKA 6 | FUJ 2  | SUZ 10 | FUJ 4  | SUZ 9 | SUG 20 | AUT 8  | MOT 9   | 29,5  | 10°  |

### Risultati completi Super Formula
(legenda) (Le gare in grassetto indicano la pole position) (Le gare in corsivo indicano Gpv)
| Anno | Team                    | 1       | 2      | 3       | 4       | 5       | 6       | 7       | 8      | 9     | 10     | Punti | Pos. |
| ---- | ----------------------- | ------- | ------ | ------- | ------- | ------- | ------- | ------- | ------ | ----- | ------ | ----- | ---- |
| 2019 | JMS P.mu/cerumo・INGING | SUZ 5   | AUT 12 | SUG Rit | FUJ 2   | MOT 17  | OKA 11  | SUZ 10  |        |       |        | 12    | 11°  |
| 2020 | JMS P.mu/cerumo・INGING | MOT Rit | OKA 1  | SUG 13  | AUT Rit | SUZ Rit | SUZ 4   | FUJ 1   |        |       |        | 50    | 3°   |
| 2021 | P.mu/cerumo・INGING     | FUJ Rit | SUZ 7  | AUT Rit | SUG 15  | MOT 9   | MOT Rit | SUZ 16  |        |       |        | 6     | 15°  |
| 2022 | P.mu/Cerumo・INGING     | FUJ 8   | FUJ 12 | SUZ 20  | AUT 13  | SUG 11  | FUJ 2   | MOT 5   | MOT 10 | SUZ 8 | SUZ 12 | 30    | 11°  |
| 2023 | P.mu/Cerumo・INGING     | FUJ Rit | FUJ 2  | SUZ 2   | AUT 3   | SUG 7   | FUJ 11  | MOT Rit | SUZ 5  | SUZ 5 |        | 52    | 4º   |
| 2024 | Vantelin Team TOM’S     | SUZ 11  | AUT 3  | SUG 3   | FUJ 1   | MOT 5   | FUJ 1   | FUJ 1   | SUZ 2  | SUZ 2 |        | 117.5 | 1º   |

* Stagione in corso.